# Albert Boßlet
Albert Boßlet (Frankenthal, 23 de janeiro de 1880 - Wurtzburgo, 28 de outubro de 1957) foi um arquiteto alemão, responsável pelo projeto de quase 100 templos católicos até a Segunda Guerra Mundial. No Brasil foi o responsável pelo projeto da Igreja Abacial e Paroquial de São João Batista, no município de Itaporanga, São Paulo, inspirada na Abadia Beneditina de Münsterschwarzach, também obra sua.